# Stimmkreis Rottal-Inn
Der Stimmkreis Rottal-Inn (Stimmkreis 208) ist ein Stimmkreis in Niederbayern. Er umfasst den Landkreis Rottal-Inn. Wahlberechtigt waren bei der letzten Landtagswahl 91.910 Einwohner.

## Landtagswahl 2023
Zur Landtagswahl 2023 traten folgende Parteien und Direktkandidaten im Stimmkreis Rottal-Inn an und erzielten folgende Ergebnisse:
| Nr. | Direktkandidat    | Partei       | Erststimmen in % | Gesamtstimmen in % | Veränderung der Gesamtstimmen im Vergleich zur Landtagswahl 2018 in % |
| --- | ----------------- | ------------ | ---------------- | ------------------ | --------------------------------------------------------------------- |
| 1   | Martin Wagle      | CSU          | 36,1             | 31,4               | - 11,8                                                                |
| 2   | Mia Goller        | GRÜNE        | 7,0              | 6,4                | - 3,6                                                                 |
| 3   | Werner Schießl    | Freie Wähler | 24,9             | 32,5               | + 16,5                                                                |
| 4   | Dietmar Seidl     | AfD          | 17,5             | 16,0               | + 4,3                                                                 |
| 5   | Fabian Gruber     | SPD          | 4,2              | 4,3                | - 0,8                                                                 |
| 6   | Nick Krelldorfner | FDP          | 1,9              | 1,8                | - 1,9                                                                 |
| 7   | Johann Feirer     | LINKE        | 1,1              | 1,0                | - 1,2                                                                 |
| 8   | Anton Maller      | BP           | 2,5              | 1,9                | - 0,7                                                                 |
| 9   | Sepp Rettenbeck   | ÖDP          | 4,8              | 4,3                | + 0,7                                                                 |
| 10  | -                 | V-Partei³    | -                | 0,2                | + 0,1                                                                 |
| 11  | -                 | dieBasis     | -                | 0,2                | + 0,2                                                                 |

## Landtagswahl 2018
Im Stimmkreis waren insgesamt 91.910 Einwohner wahlberechtigt. Die Landtagswahl am 14. Oktober 2018 hatte folgendes Ergebnis:
| Direktkandidat      | Partei           | Erststimmen in % | Gesamtstimmen in % | Veränderung der Gesamtstimmen im Vergleich zur Landtagswahl 2013 in % |
| ------------------- | ---------------- | ---------------- | ------------------ | --------------------------------------------------------------------- |
| Martin Wagle        | CSU              | 44,3             | 43,2               | - 13,9                                                                |
| Valentin Kuby       | SPD              | 5,0              | 5,1                | − 6,2                                                                 |
| Werner Schießl      | Freie Wähler     | 14,7             | 16,0               | + 5,8                                                                 |
| Günther Reiser      | GRÜNE            | 10,5             | 10,0               | + 4,1                                                                 |
| Dominik Heuwieser   | FDP              | 3,8              | 3,7                | + 0,9                                                                 |
| Johannes Freinecker | LINKE            | 2,2              | 2,2                | + 0,8                                                                 |
| Anton Mailer        | BP               | 3,6              | 3,1                | − 0,2                                                                 |
| Elisabeth Weindl    | ÖDP              | 3,1              | 3,6                | - 1,1                                                                 |
| -                   | PIRATEN          | -                | 0,2                | - 1,2                                                                 |
| Wolfgang Hansbauer  | AfD              | 11,9             | 11,7               | + 11,7                                                                |
| Johann Feirer       | mut              | 0,9              | 0,7                | + 0,7                                                                 |
| -                   | Tierschutzpartei | -                | 0,3                | + 0,3                                                                 |
| -                   | V-Partei³        | -                | 0,1                | + 0,1                                                                 |

Der Stimmkreis wird im Landtag durch den erstmals direkt gewählten Stimmkreisabgeordneten Martin Wagle (CSU) vertreten.

## Landtagswahl 2013
Bei der Landtagswahl 2013 waren im Stimmkreis 91.833 Einwohner wahlberechtigt. Die Wahlbeteiligung lag bei 59,1 %. Die Wahl hatte folgendes Ergebnis:
| Direktkandidat      | Partei       | Erststimmen in % | Gesamtstimmen in % | +/- der Gesamtstimmen ggü. 2008 in %-P. |
| ------------------- | ------------ | ---------------- | ------------------ | --------------------------------------- |
| Reserl Sem          | CSU          | 59,1             | 57,2               | + 8,0                                   |
| Marion C. Winter    | SPD          | 11,4             | 11,3               | - 1,7                                   |
| Jakob Hirmer        | Freie Wähler | 8,3              | 10,2               | + 0,3                                   |
| Sophia Lüttwitz     | GRÜNE        | 6,1              | 5,9                | + 0,1                                   |
| Walter Gasslbauer   | FDP          | 3,0              | 2,9                | - 6,0                                   |
| Jürgen Barthel      | LINKE        | 1,4              | 1,4                | - 2,1                                   |
| Konrad Schützeneder | ÖDP          | 4,2              | 4,7                | + 0,2                                   |
| Robert List         | REP          | 0,5              | 0,5                | - 0,4                                   |
| Franz Salzberger    | NPD          | 1,4              | 1,4                | - 0,4                                   |
| Anton Maller        | BP           | 3,5              | 3,3                | + 0,9                                   |
| Guido Valentini     | PIRATEN      | 1,3              | 1,3                | n.k.                                    |

## Landtagswahl 2008
Bei der Landtagswahl 2008 waren 91.642 Einwohner wahlberechtigt. Die Wahlbeteiligung lag bei 53,4 %. Die Wahl hatte folgendes Ergebnis:
| Direktkandidat    | Partei       | Erststimmen in % | Gesamtstimmen in % | +/- der Gesamtstimmen ggü. 2003 in %-P. |
| ----------------- | ------------ | ---------------- | ------------------ | --------------------------------------- |
| Reserl Sem        | CSU          | 48,4             | 49,2               | - 19,3                                  |
| Thomas Asböck     | SPD          | 11,8             | 12,9               | + 0,2                                   |
| Hans Feirer       | GRÜNE        | 5,5              | 5,9                | + 0,9                                   |
| Maximilian Veicht | Freie Wähler | 11,4             | 9,9                | + 5,1                                   |
| Oliver Niebler    | FDP          | 8,5              | 8,9                | + 7,3                                   |
| Johann Gottanker  | REP          | 1,0              | 0,9                | - 0,8                                   |
| Edgar Wullinger   | ödp          | 5,3              | 4,5                | + 0,7                                   |
| Florian Thurmeier | BP           | 2,2              | 2,4                | + 0,9                                   |
| -                 | BüSo         | -                | -                  | 0,0                                     |
| Rudolf Schöberl   | LINKE        | 3,6              | 3,5                | + 3,5                                   |
| -                 | VIOLETTE     | -                | 0,1                | + 0,1                                   |
| Christoph Hofer   | NPD          | 1,8              | 1,8                | + 1,8                                   |